# Huiszwaluw
De huiszwaluw (Delichon urbicum) is een vogel uit de familie van de zwaluwen (Hirundinidae). Het is een trekvogel die broedt in Europa, Noord-Afrika en de gematigde streken van Azië en overwintert in Sub-Saharisch Afrika.
De huiszwaluw dankt zijn naam aan de gewoonte om te broeden in menselijke bouwwerken en is makkelijk te herkennen aan het blauwzwarte en witte verenkleed. Hij voedt zich met insecten die hij in zijn vlucht vangt.

## Uiterlijke kenmerken

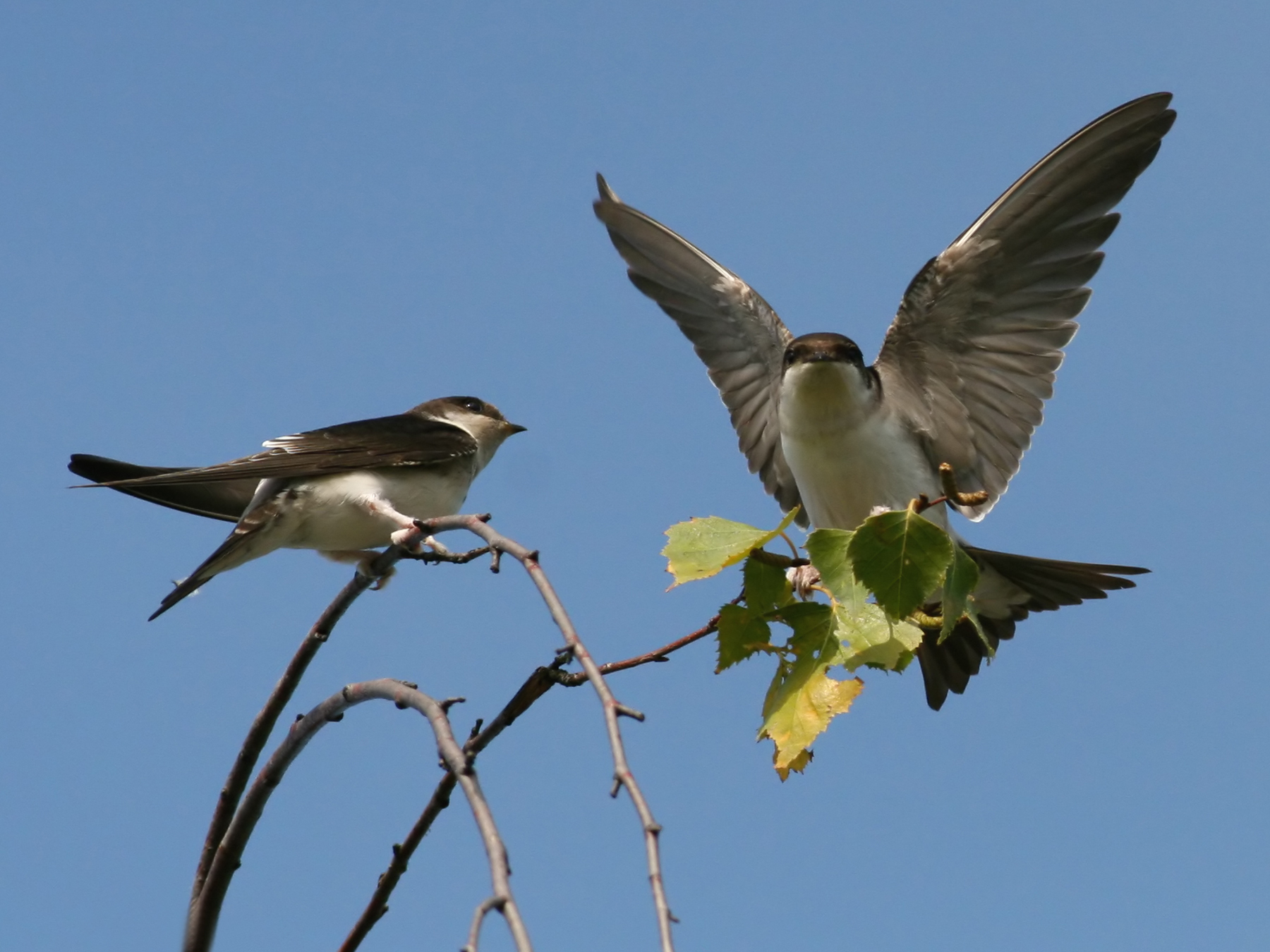
Het verenkleed is blauwzwart aan de bovenzijde en wit aan de onderzijde.

De huiszwaluw is een middelgrote zwaluw en bereikt een lichaamslengte tot 15 centimeter. Volwassen vogels wegen ongeveer 18 gram en hebben een vleugelspanwijdte van 26 tot 29 centimeter. Het verenkleed is blauwzwart op de korte, lichtgevorkte staart, de bovenste helft van de kop en de bovenzijde, met uitzondering van het gedeelte achter de vleugels. Hier is het verenkleed wit, evenals aan de onder- of buikzijde. Ook de korte, roze poten zijn voor een groot deel bedekt met witte veren. De huiszwaluw heeft bruine ogen en een kleine, zwarte snavel.
Beide geslachten hebben een gelijk uiterlijk. De juveniel mist de blauwe gloed in zijn zwarte veren en heeft bovendien witte vlekken en randen op zijn veren. De Oost-Aziatische ondersoort D. u. lagopodum onderscheidt zich van de overige twee ondersoorten (D. u. urbicum en D. u. meridionale) door zijn witte verenkleed dat verder in een minder diep gevorkte staart doorloopt.

### Onderscheid met andere zwaluwen
De huiszwaluw bevindt zich vaak in het gezelschap van andere zwaluwen, zoals de boerenzwaluw (Hirundo rustica), de oeverzwaluw (Riparia riparia) en de roodstuitzwaluw (Cecropis daurica). Dankzij zijn kenmerkende verenkleed is de huiszwaluw makkelijk te herkennen, zowel in de vlucht als op de grond. In delen van Afrika kan hij verwisseld worden met de grijsstuitzwaluw (Pseudhirundo griseopyga), al heeft deze grijzere veren aan de rompbovenzijde, een vaalwitte onderzijde en een langere, diepgevorkte staart.

## Gedrag en leefwijze

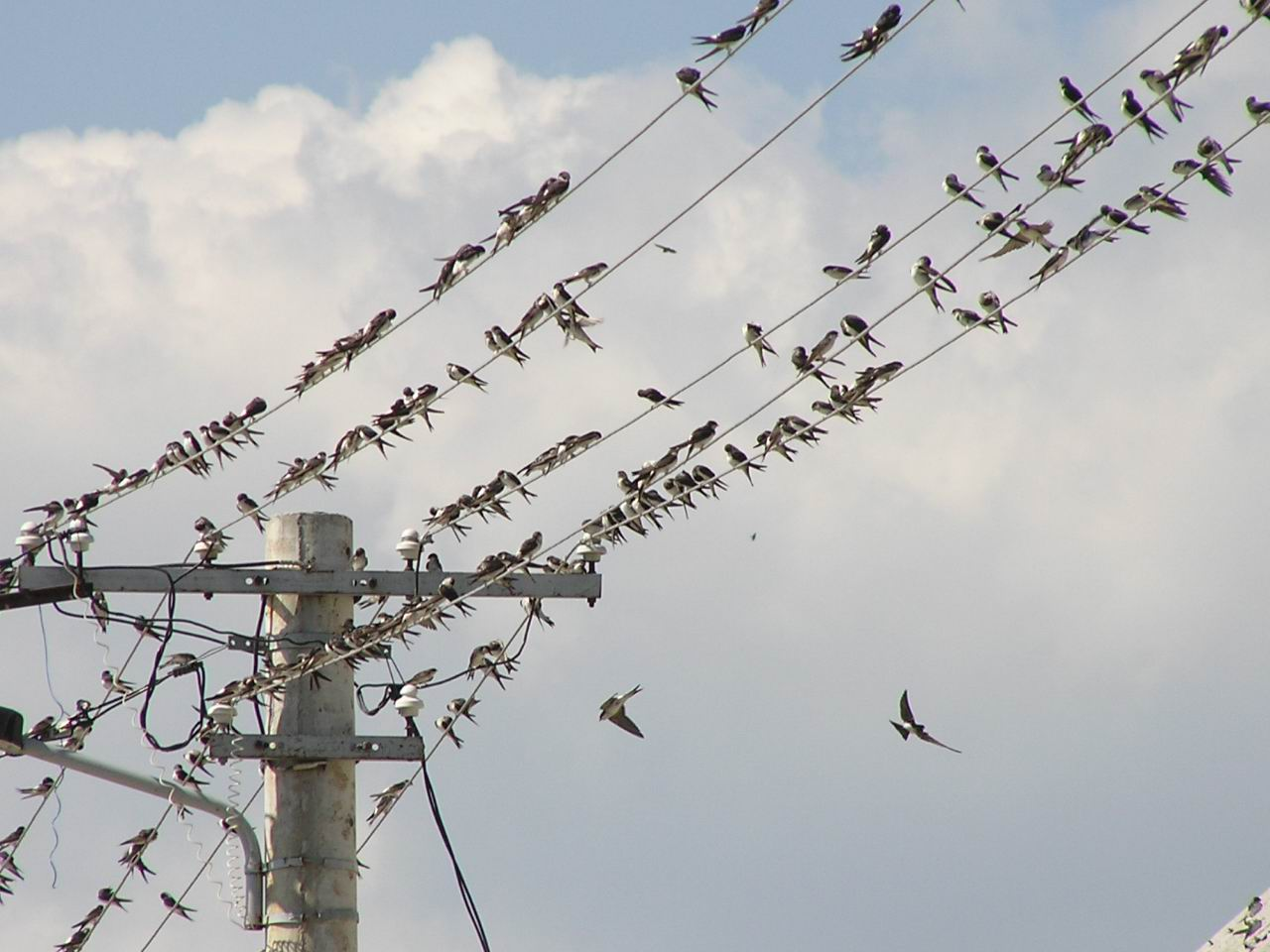
Huiszwaluwen brengen het grootste deel van hun leven in kolonies door.

De huiszwaluw is een dagactieve vogel. Hij bevindt zich vrijwel altijd in grote kolonies met soortgenoten en andere zwaluwsoorten, waarmee hij samen roest, broedt en jaagt.

### Zang
De huiszwaluw is overdag luidruchtig, vooral in zijn broedkolonie. Het mannetje laat zijn lied, een melodieus kwetterend gepiep, het hele jaar door horen. De contactroep is een luide tjirrrp en de alarmroep een schrille tsiep.

### Voedsel en vlieggedrag

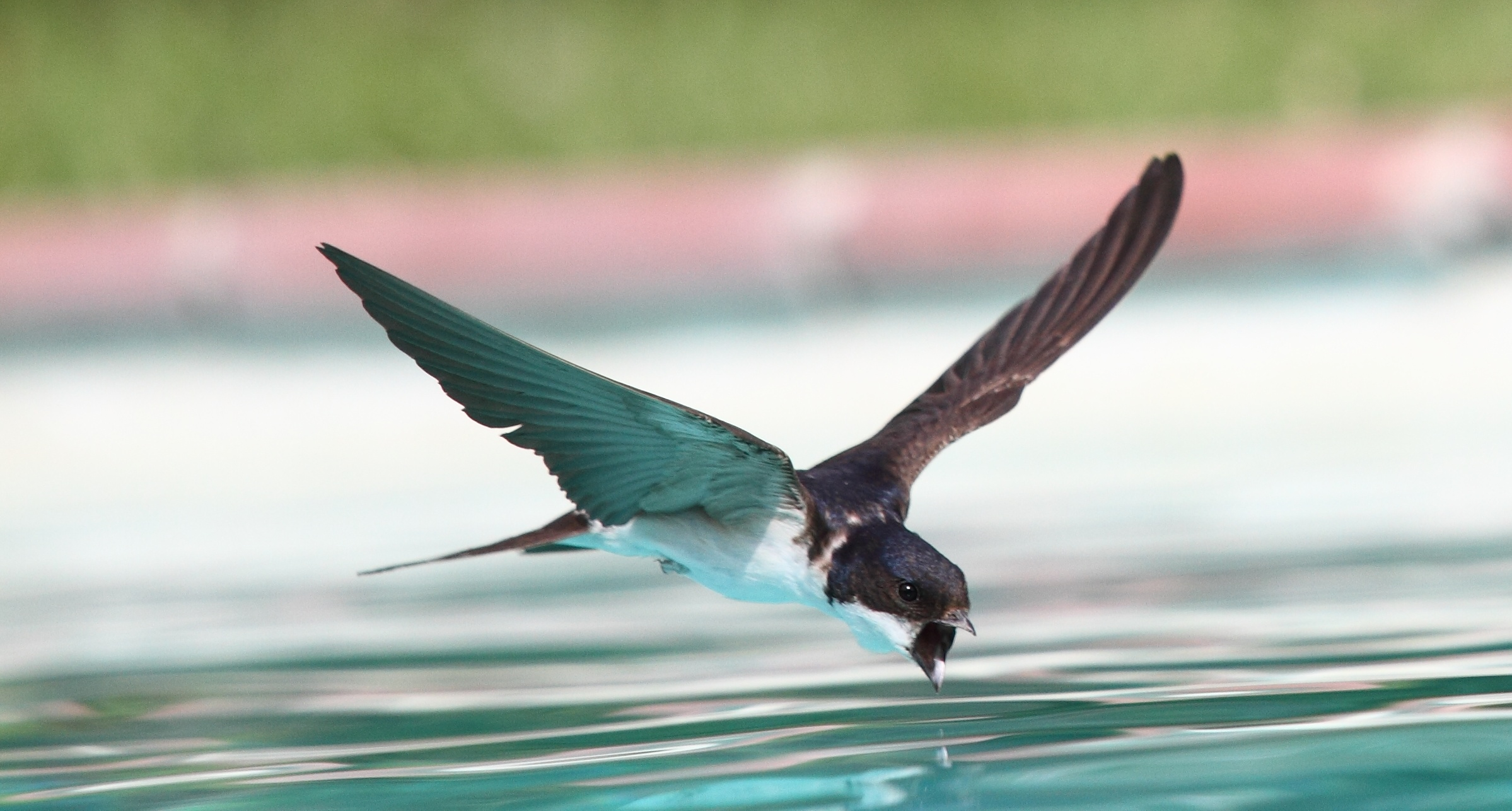
De huiszwaluw is in staat om in de vlucht water te drinken.

Het voedsel van de huiszwaluw bestaat voornamelijk uit vliegende insecten die hij in de vlucht vangt. Hij maakt lange glijvluchten en spaart zo meer energie dan de meeste andere insectenetende vogels. Het is een behendige vlieger en is zelfs in staat om tijdens de vlucht water te drinken.
In zijn broedgebied jaagt de huiszwaluw op een gemiddelde hoogte van 21 meter en vangt voornamelijk vliegen en bladluizen. Meestal jaagt hij binnen een straal van 450 meter rond zijn nest. Hij volgt regelmatig dieren of landbouwvoertuigen die insecten verstoren. Met uitzondering van het gebied rond de Middellandse Zee komen slechts twee andere zwaluwsoorten in Europa voor; de oeverzwaluw die overwegend op kleinere insecten jaagt en de boerenzwaluw die zich vooral met grotere insecten voedt. Door deze verschillende voedingspatronen en het grote aantal insecten bestaat er weinig voedselconcurrentie. In het wintergebied jaagt de huiszwaluw op een gemiddelde hoogte van 50 meter en voedt hij zich vooral met vliegende mieren en andere vliesvleugeligen.

### Natuurlijke vijanden
De boomvalk (Falco subbuteo) en andere valkensoorten zijn de voornaamste natuurlijke vijanden van de huiszwaluw. Valken vliegen overwegend sneller dan de huiszwaluw, maar ze zijn minder behendig en de meeste aanvallen mislukken. Een andere natuurlijke vijand is de huismus (Passer domesticus). Wanneer huiszwaluwen hun nest bouwen worden ze regelmatig door de huismus verjaagd, waarna deze hun nest verovert.

## Voortplanting en ontwikkeling
Tussen april en mei keren de huiszwaluwen van hun overwinteringsgebied naar het broedgebied in Eurazië terug. Oorspronkelijk bouwde de huiszwaluw zijn nest vooral tegen klifranden en in grotten. Naarmate er meer bruggen, huizen en andere menselijke bouwwerken verschenen ontstonden steeds meer alternatieven en tegenwoordig bestaan er slechts een klein aantal kolonies die in kliffen hun jongen groot brengen.

### Nest

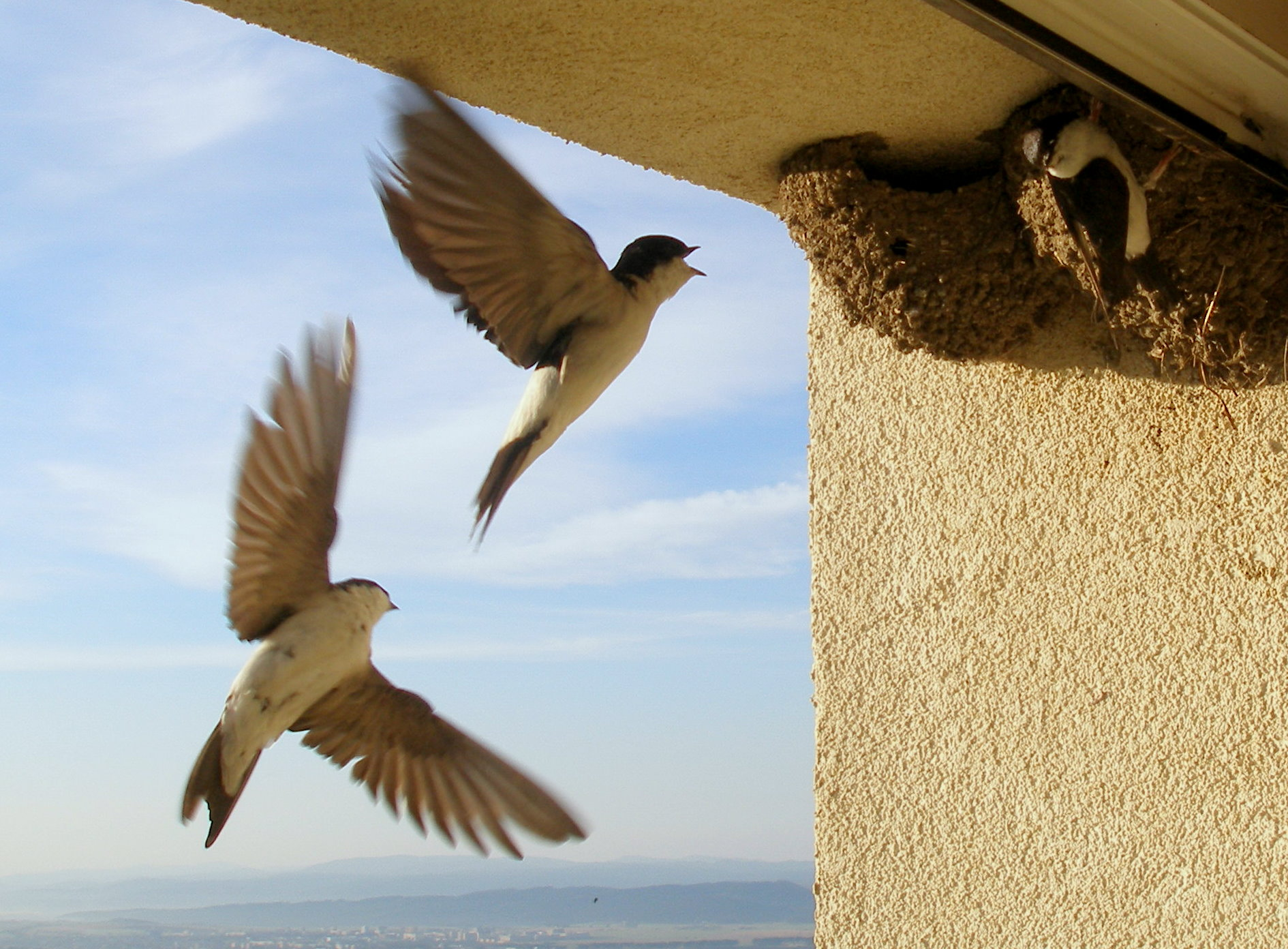
Het nest wordt gewoonlijk tegen een gevel onder de overkapping gebouwd.

In tegenstelling tot de boerenzwaluw maakt de huiszwaluw zijn nest meestal aan de buitenkant van een woning. Een paartje bouwt samen het nest en kiest als locatie meestal een geborgen hoek onder een overhang, zodat het nest aan meerdere zijden bevestigd kan worden. Een onderzoek in de Brenne in Frankrijk door de Katholieke Universiteit Leuven wees uit dat huiszwaluwen kennelijk een voorkeur hebben voor schuin overhangende dakranden boven dakranden die loodrecht op de gevel staan.
Als bouwmateriaal gebruiken huiszwaluwen modder die ze verzamelen in hun snavels en vervolgens vermengen met hun speeksel. Het nest wordt gebouwd in de vorm van een halve bol en van binnen bekleed met gras, haar of andere zachte materialen. De nestopening bevindt zich aan de bovenzijde en is zo klein gemaakt dat huismussen het nest niet kunnen binnendringen. De huiszwaluw broedt gewoonlijk in kolonies waarin de nesten zo dicht op elkaar worden gebouwd dat ze elkaar vaak raken. Gewoonlijk bevinden zich minder dan tien broedpaartjes in een kolonie, maar er zijn kolonies aangetroffen met duizenden nesten.
Gewoonlijk blijven koppels huiszwaluwen voor de rest van hun leven bij elkaar, al wordt er ook met andere huiszwaluwen gepaard. Mannetjes vliegen regelmatig een ander nest binnen om met een broedend vrouwtje te paren. Een studie in Schotland wees uit dat 15 procent van de kuikens niet afkomstig waren van de vaste partner van het vrouwtje en dat 32 procent van de broedsels een nakomer bevatte. Kruisingen van de huiszwaluw en de boerenzwaluw (Hirundo rustica) komen in Eurazië veel voor en zijn een van de talrijkste hybriden onder de zangvogels.

### Broedsel
Gewoonlijk legt een huiszwaluw vier à vijf witte eieren die 1,9 bij 1,33 centimeter meten en ongeveer 1,7 gram wegen. Het vrouwtje broedt aanzienlijk meer dan het mannetje en na 14 tot 16 dagen komen de eieren uit. De juvenielen verlaten het nest na 22 tot 32 dagen, afhankelijk van het weer.
Meestal worden er per jaar twee broedsels grootgebracht, waarbij de jongen van het eerste broedsel vaak hun ouders assisteren bij het tweede. Het nest wordt door een koppel voor beide broedsels gebruikt en meestal goed onderhouden en gerepareerd, zodat hij ook in latere jaren gebruikt kan worden.

Van ei tot juveniel:
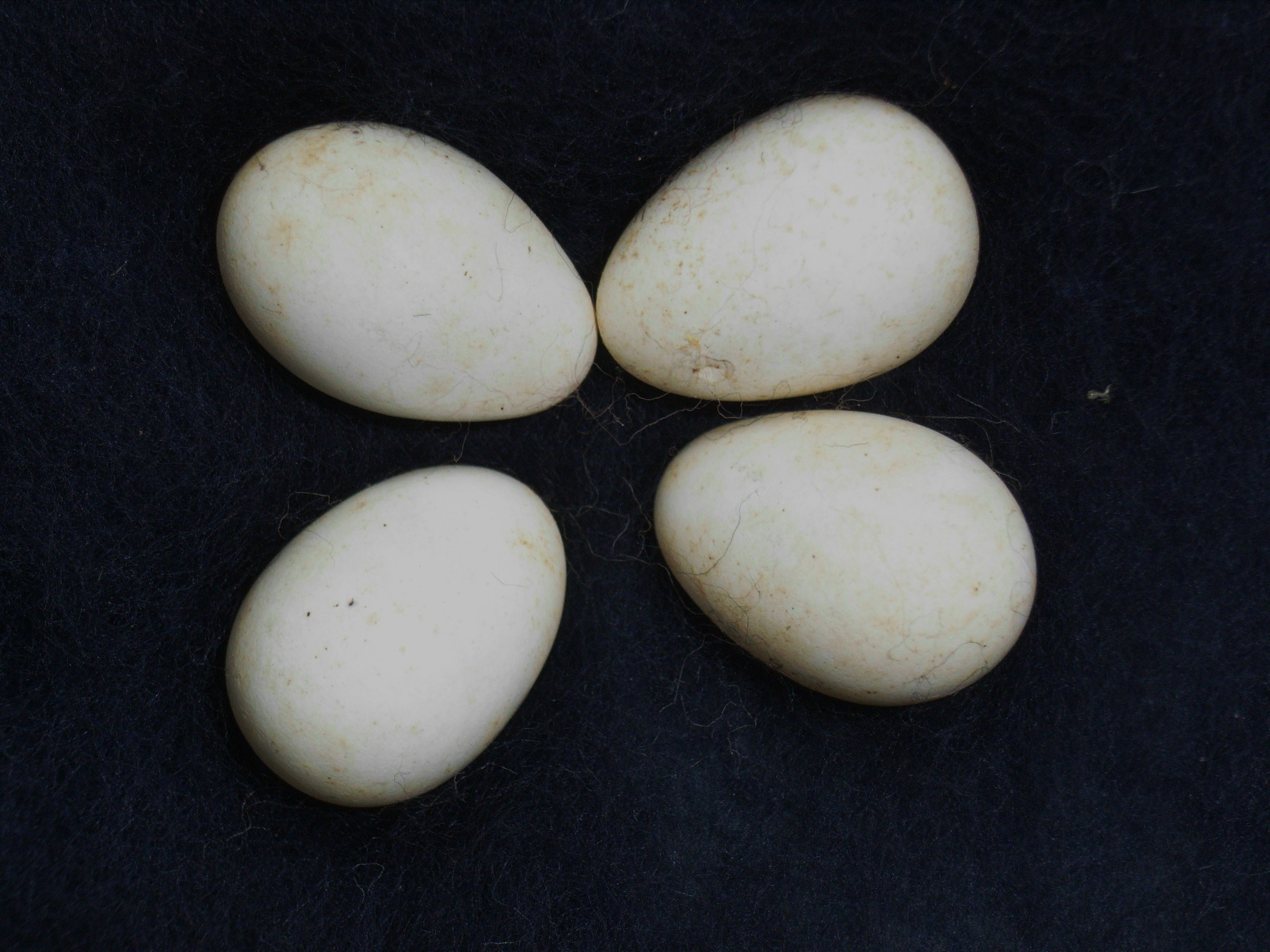
Eieren
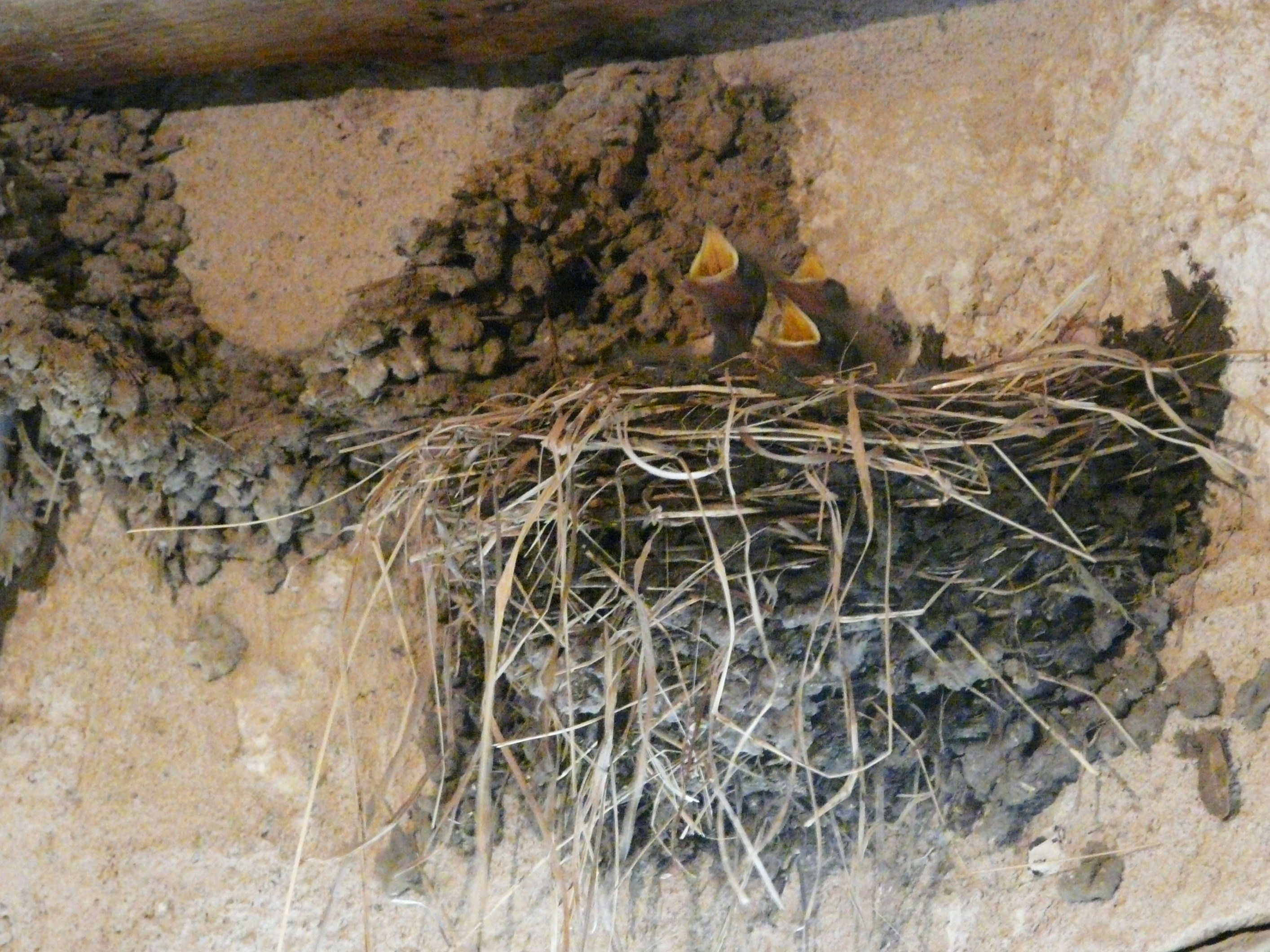
Pas uitgekomen kuikens
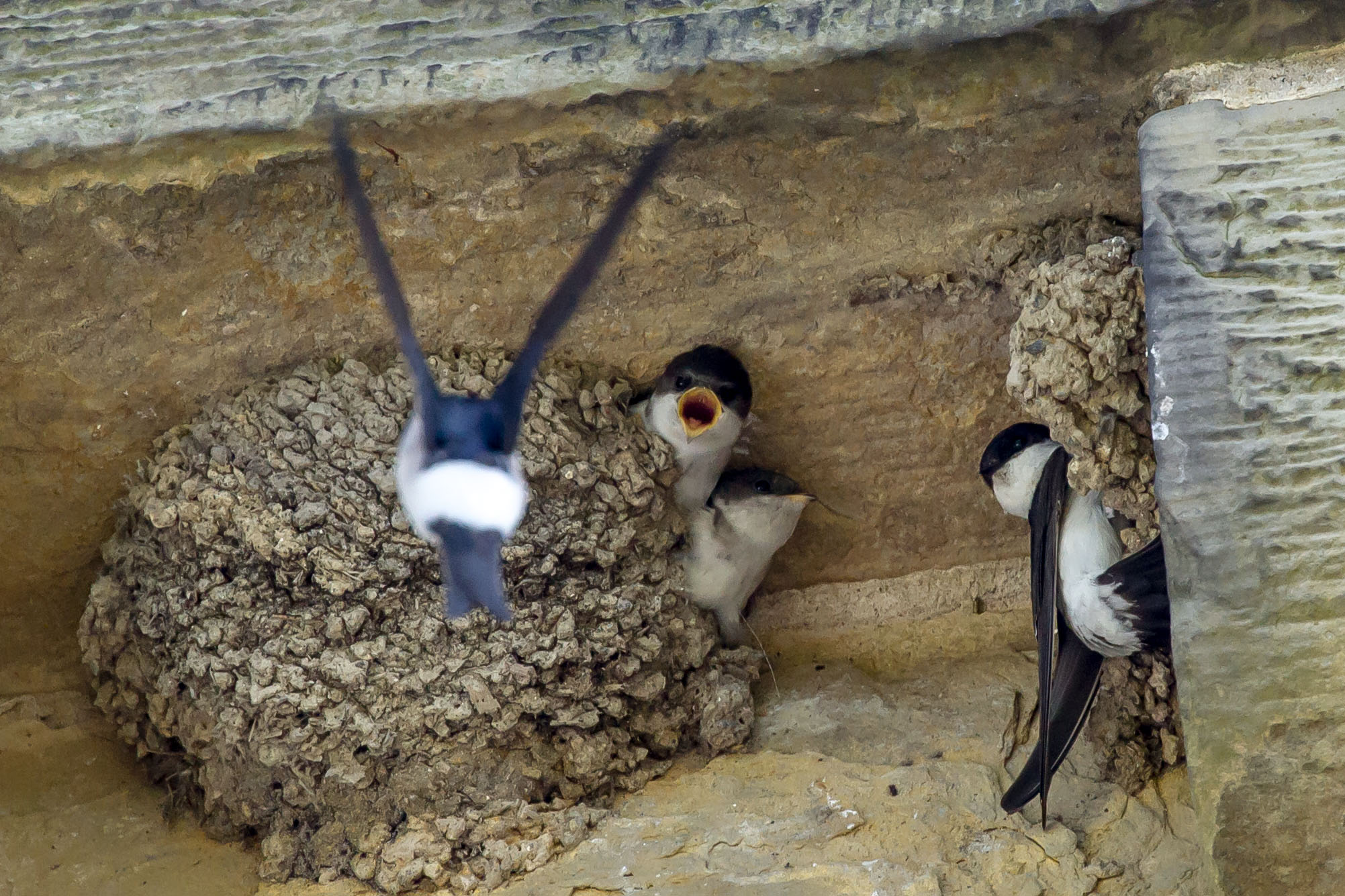
Nest met juvenielen
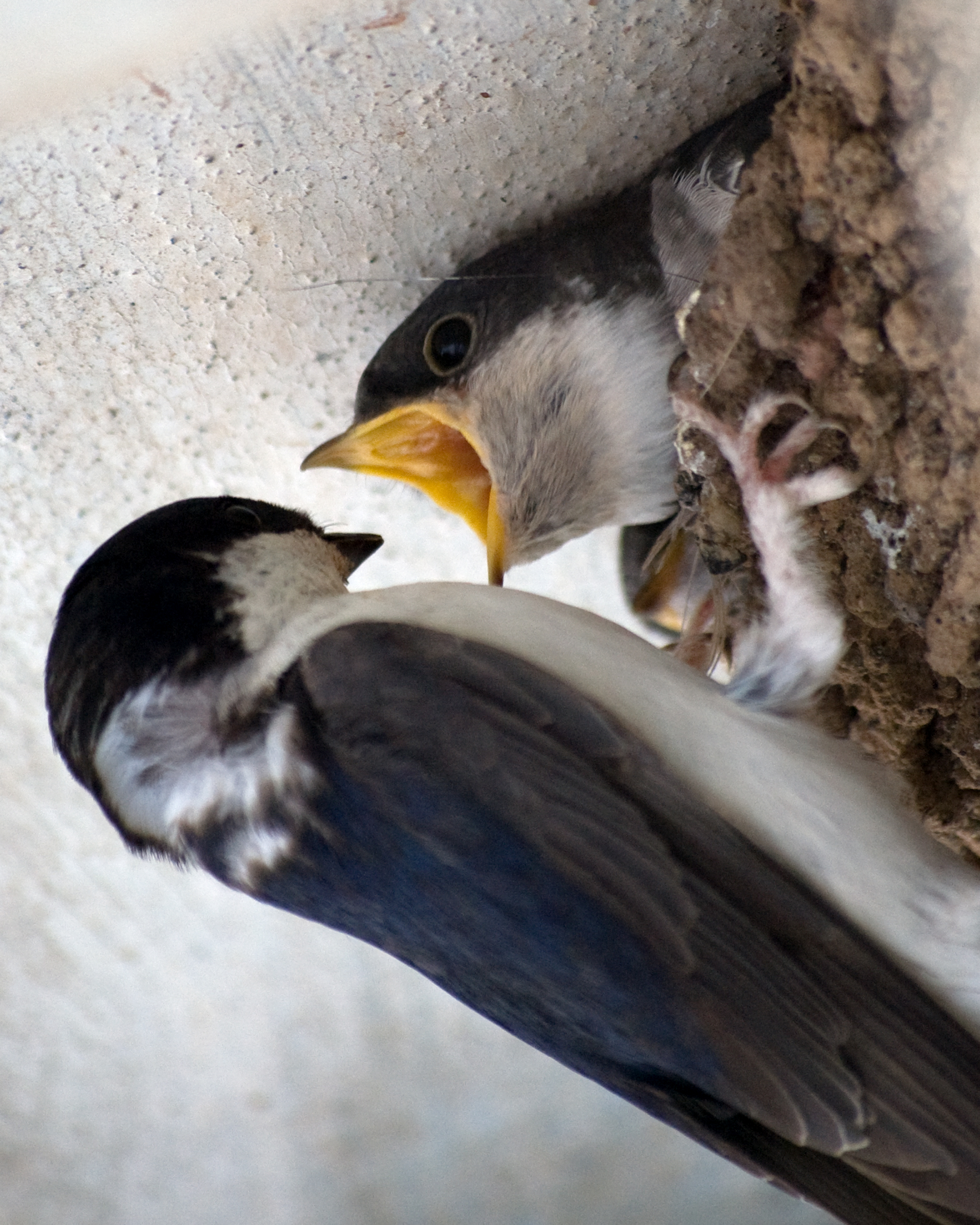
Voeding van een juveniel
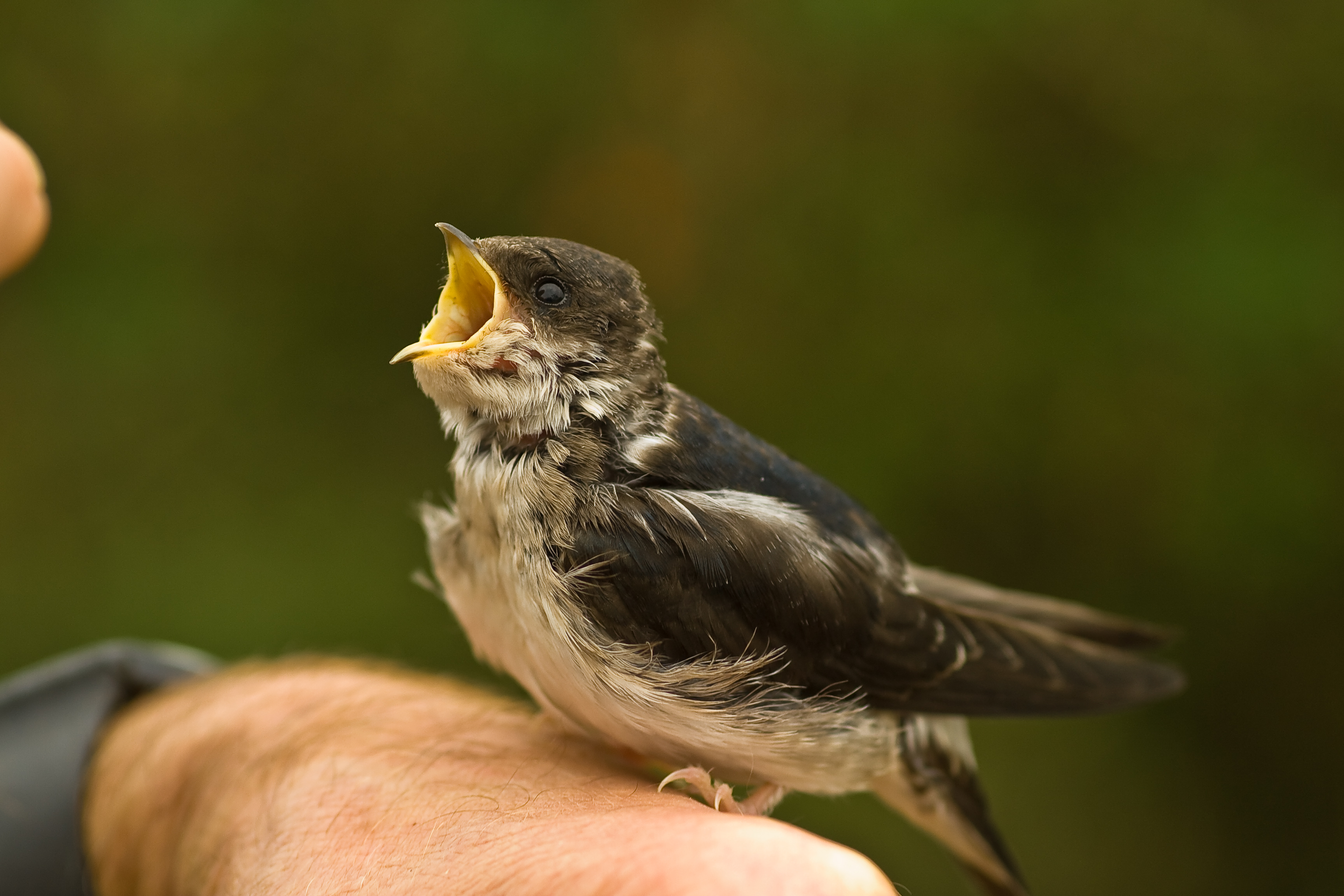
Vliegvlugge juveniel

### Latere leeftijd
Vliegvlugge juvenielen verzamelen zich in groeiende zwermen in bomen of op daken. Vanaf het einde van oktober beginnen juvenielen en oudere huiszwaluwen naar hun overwinteringsgebieden te trekken en in december zijn de laatste vogels in het broedgebied verdwenen. Huiszwaluwen bereiken gemiddeld een leeftijd van vijf jaar, al zijn er exemplaren bekend die veertien jaar oud werden.

## Taxonomie en naamgeving
Carl Linnaeus vermeldde de huiszwaluw in 1758 in zijn boek Systema naturae voor het eerst met de wetenschappelijke naam Hirundo urbica. In 1854 werd de soort vervolgens in zijn huidige geslacht geplaatst door Thomas Horsfield en Frederic Moore. De geslachtsnaam Delichon is een anagram van het Griekse woord χελιδών (chelīdōn), wat 'zwaluw' betekent. De oorspronkelijke soortnaam urbica werd naar de juiste Latijnse vervoeging gewijzigd in urbicum, wat 'van de stad' betekent.
De huiszwaluw kent twee ondersoorten, met hun eigen verspreidingsgebied.
- De nominaatondersoort D. u. urbicum broedt van Europa tot westelijk Siberië
- Huiszwaluwen rond de Middellandse Zee zouden volgens de IOC World Bird List de ondersoort D. u. meridionale vormen.
- De ondersoort die verder oostelijk in Azië (Siberië) voorkomt wordt als aparte soort beschouwd: Siberische huiszwaluw (D. lagopodum)[14]

## Verspreiding

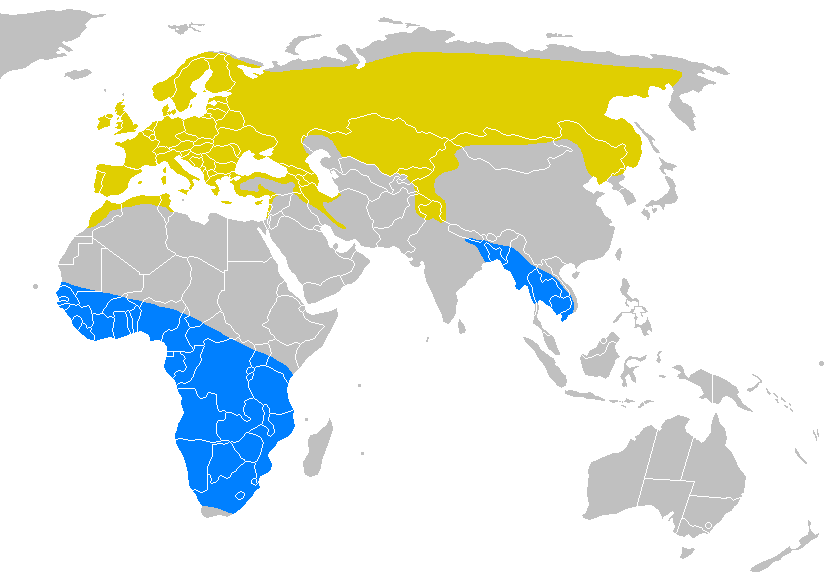
Verspreiding (het broed- en overwinteringsgebied van de Siberische huiszwaluw is hierin begrepen)
----

De huiszwaluw broedt in alle gematigde streken van Eurazië, in Marokko, Tunesië en het noorden van Algerije. In de winter migreren ze in grote aantallen, waarbij D. u. urbicum de Sahara moet oversteken om in zijn overwinteringsgebied te komen. D. u. lagopodum broedt in het oosten van Azië en overwintert in het zuiden van China en in Zuidoost-Azië.

### Leefgebied
In zijn broedgebied heeft de huiszwaluw een voorkeur voor open landelijk gebied met lage vegetatie en genoeg water in de buurt. De huiszwaluw roest in bomen en op andere plaatsen waar hij een goed uitzicht op zijn omgeving heeft. In landelijk gebied deelt de huiszwaluw zijn broedterritorium met boerenzwaluwen, maar hij heeft zich meer aangepast aan stedelijk gebied en broedt soms in stadscentra waar weinig luchtvervuiling is. Ook in het overwinteringsgebied deelt de huiszwaluw een groot deel van zijn habitat met die van de boerenzwaluw.

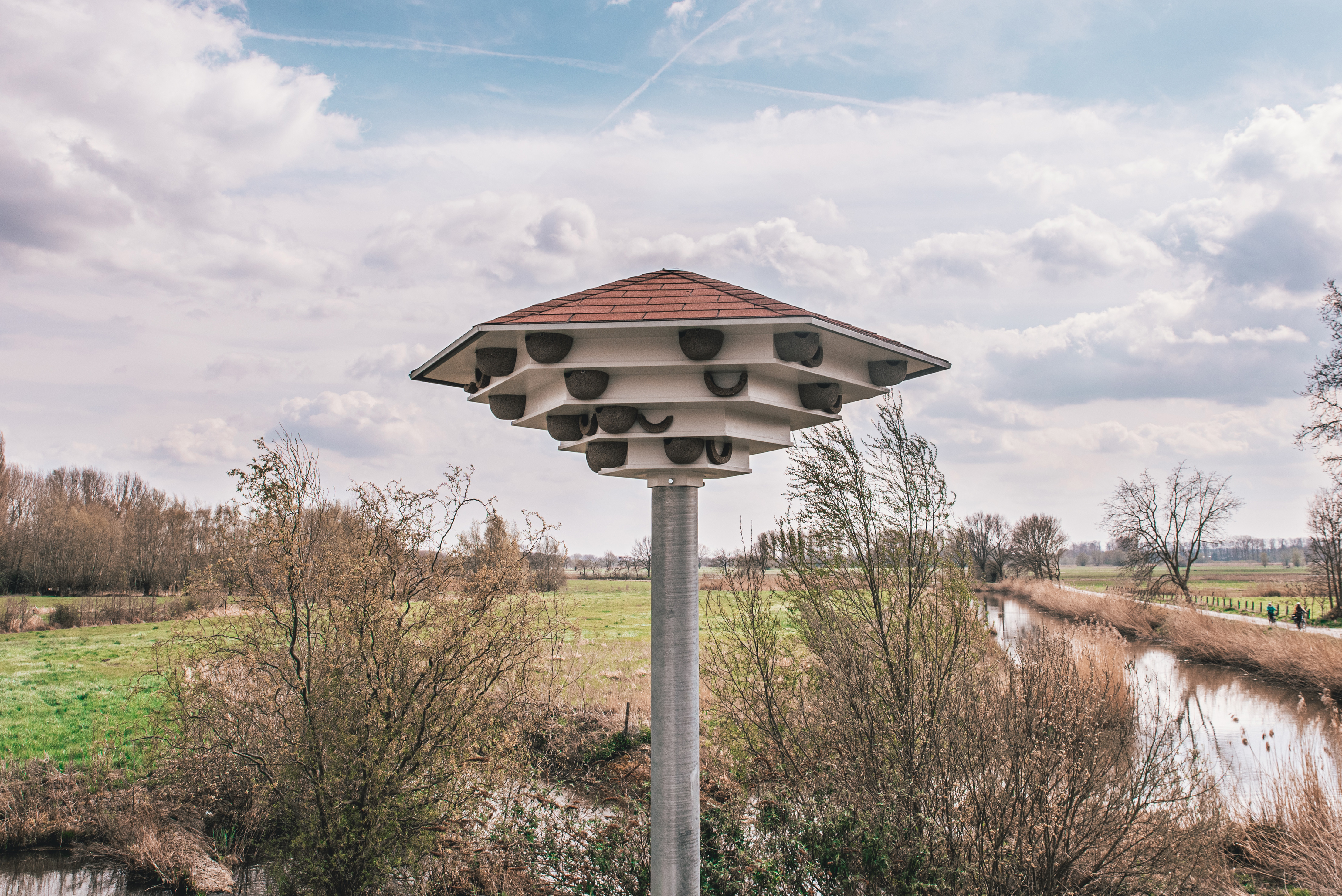
Een zwaluwtil biedt extra nestmogelijkheden, een populatie kan zo in aantal toenemen.

### Status
In Europa werd het aantal broedparen in 2004 geschat op 9,9 miljoen tot 24 miljoen. Op basis van deze aantallen werd geschat dat de populatie wereldwijd 66 tot 288 miljoen individuele exemplaren bedraagt. Het verspreidingsgebied van de huiszwaluw wordt geschat op ruim 16 miljoen vierkante kilometers. Op basis van deze en andere gegevens is de status van de huiszwaluw geklasseerd als 'niet bedreigd' (Least Concern) op de Rode Lijst van de IUCN en heeft hij geen speciale status bij de Convention on International Trade in Endangered Species of Wild Fauna and Flora (CITES), de organisatie die de internationale handel in flora en fauna reguleert.
De huiszwaluw heeft in de geschiedenis veel profijt getrokken van ontbossing en de groei van menselijke nederzettingen. Hierdoor ontstonden er meer open landschappen en geschikte nestlocaties. Maar dankzij de uitbreiding van de menselijke populatie is er ook meer vervuiling, worden er meer giftige pesticiden gebruikt en verdwijnen steeds meer locaties waar modder voor de nestbouw te vinden is. Vanaf de jaren 70 van de 20e eeuw daalde het aantal broedparen in Centraal- en Noord-Europa.
In Nederland broedden er naar schatting ooit 450.000 huiszwaluwen. Volgens Sovon Vogelonderzoek Nederland bedroeg het aantal in 2004 nog tussen de 60.000 en 125.000 koppels. Sinds dat jaar is er weer een lichte stijging in aantal, maar de status is nog steeds 'gevoelig' volgens de Rode Lijst van broedvogels. In Vlaanderen is de status 'kwetsbaar' volgens de Vlaamse Rode Lijst.